# Холщевникова, Ольга Ивановна
Ольга Ивановна Холщевникова (Редигер-Холщевникова); (17 июня 1880, Москва ― 1975, Курск) ― русская художница и скульптор, жена военного министра Российской империи А. Ф. Редигера.

## Биография
Родилась в семье штабс-капитана, позднее генерал-лейтенанта, губернатора Забайкальской области, И. В. Холщевникова (1852—1928). Мать ― дочь посла графиня Мария Августовна Симонич (?―1905). С детства увлекалась рисованием, в 1897―1899 гг. училась в Одесской рисовальной школе. В детстве жила в Москве в одном доме с семьей Репиных.
В октябре 1917 года с мужем А. Ф. Редигером уехала из Петрограда в имение отца ― село Черевки Полтавской губернии, в январе 1918 года они перебрались в Переяслав близ Полтавы, в конце 1918 года ― в Севастополь. Там в январе 1920 года её муж А. Ф. Редигер умер. В 1924 году Ольга Холщевникова переехала в Курск.

## Творческая деятельность
Живя в Курске, активно работала в области живописи, служила в курском отделении Союза художников СССР, стала одним из организаторов ныне существующей Курской картинной галереи.
В Курске являлась членом РАБИС, курского товарищества «Художник» (1925—1972) Союза художников СССР. Умерла, почти оглохшая и ослепшая, в преклонном возрасте в местном доме ветеранов. Оставила воспоминания, переписку, фотографии, фотокопии своих картин и рисунки, хранящиеся в РГИА.
Является героиней романа курского прозаика А. Харитановского «Платок молчания».
Неоднократно пыталась опубликовать воспоминания мужа. Известно её письмо к В. Д. Бонч-Бруевичу в 1931 году, где она пишет: «В 1924 году Севастопольское ОГПУ потребовало эти мемуары у моего отца, причем была выдана расписка в их получении. Говорили мне, что они будут отправлены в Московский Государственный архив, но так ли это, я не знаю». Куда девались мемуары, она не знала, но все же нашла их. В другом письме к тому же Бонч-Бруевичу в 1948 году пишет: «В Москве, в Центральном историческом архиве, хранятся с 1924 года мемуары моего мужа, генерала Д. Ф. Редигера… Мне бы очень хотелось, чтобы воспоминания мужа увидели свет. Написаны они вполне литературным языком, ведь муж был военным писателем, профессором Академии Генерального штаба и они, несомненно, интереснее и серьезнее, чем „50 лет в строю“ А. Игнатьева».
Воспоминания вышли лишь в 1999 году.